# Hans-Friedrich Ihme

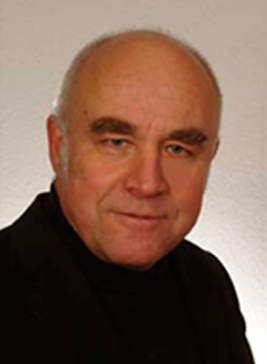
Ihme, Hans-Friedrich

Hans-Friedrich Ihme (* 31. Januar 1940 in Berlin) ist ein deutscher Komponist und Musiker.

## Leben
Hans-Friedrich Ihme wurde 1940 als Sohn des Orchestermusikers (Violine) Hans Ihme und der Pianistin Elly Ihme geboren.
Nach dem Abitur studierte er ab 1960 zunächst an der Hochschule für Musik in Berlin-Charlottenburg Schulmusik und setzte von 1962 bis 1967 sein Studium an der Evangelischen Hochschule für Kirchenmusik Halle fort.
Nach dem A-Examen in Kirchenmusik arbeitete Ihme von 1967 bis 1977 als Kantor und Organist zunächst an der Gethsemanekirche in Berlin-Prenzlauer Berg und ab 1970 an der Christophoruskirche in Berlin-Friedrichshagen. Unabhängig davon schrieb er 1970 für das Fernsehen der DDR (DFF) im Bereich Dramatische Kunst die Musik zum vierteiligen Fernsehfilm über Thomas Müntzer Denn ich sah eine neue Erde.
Zwischen 1972 und 1977 studierte Ihme als Abendstudent an der Hochschule für Musik und Theater „Felix Mendelssohn Bartholdy“ Leipzig Komposition bei Carlernst Ortwein und schloss mit einem Diplom ab. Im Anschluss daran studierte er von 1977 bis 1980 als Meisterschüler der Sektion Musik der Akademie der Künste der DDR im Fachbereich Komposition bei Fritz Geißler.
Gleichzeitig arbeitete Ihme von 1977 bis 1983 an der Staatlichen Ballettschule Berlin als Korrepetitor.
1978 wurde er Mitglied des Komponistenverbandes (damals VDKM – heute DKV).
Zudem wurde er von 1978 bis 1982 in die außerplanmäßige wissenschaftliche Aspirantur an der Martin-Luther-Universität Halle-Wittenberg berufen. Danach war Ihme als freischaffender Komponist tätig. Hiervon arbeitete er ab 1970 freiberuflich beim Fernsehen der DDR (DFF) und ab Ende der siebziger Jahre bis 1990 als freier Mitarbeiter im DEFA-Studio für Trickfilme Dresden.
Ihme war von 1981 bis 2011 als Dozent an der Hochschule für Musik Hanns Eisler Berlin tätig. Dort unterrichtete er unter anderem in den Fachgebieten Komposition und Tonsatz. Darüber hinaus arbeitete er von 1991 bis 2016 als freier Mitarbeiter und Dozent an der Hochschule für Schauspielkunst Ernst Busch Berlin in der Abteilung Puppenspielkunst.

## Werke (Auswahl)

### Orchesterwerke
- Variationen und Passacaglia über ein eigenes Thema für Orchester (1977)
- Thesen für Orchester mit konzertantem Klavier (1980/81)

### Kammermusik
- Oktett für drei Holzbläser, drei Streicher, Harfe und Schlagzeug (1973)
- Streichquartett (1977)
- Suite in A für Violoncello und Klavier (1978)
- Die Musen des Apoll – Musikalisches Relief für Oboe, Viola, Harfe und Orgel (1982)
- Kabarettino 8–2 – Trio für drei Musiker nach Aphorismen von Karl Kraus für Flöte/Piccolo/Altflöte, Klarinette/Es-Klarinette/Bassklarinette und Fagott (1982)
- Schlagzeugbaukasten für Schlagzeug solo (1987/88), erschienen im Verlag Neue Musik Berlin, NM 421
- Pro homine – de homine – Kammermusik für Streichquartett, Synthesizer und Tonband (1989/90; 2. Fassung für Streichquartett und CD-Zuspiel: 1993/96)
- Berliner Schmunzette – Kleine Salonmusik für vier Posaunen (1996)

### Klavier- und Orgelwerke
- Fünf Gesänge für Orgel solo und Sprecher nach Texten von Pablo Neruda (1974)
- Rondino humoristico für Klavier solo (1986), erschienen im Berliner Klavierbuch, Verlag Neue Musik Berlin, NM 2000
- Sonate für Klavier solo (1978), erschienen im Verlag Neue Musik Berlin, NM 439
- Fünf Szenen für Klavier vierhändig (1981)
- Happy Birthday Pop für Piano (2000)
- Berliner Schmunzette – Kleine Salonmusik für Klavier vierhändig (2021)

### Film- und Fernsehmusik
- Denn ich sah eine neue Erde – Fernsehspiel in vier Teilen über Thomas Müntzer von Hans Pfeiffer (1970)
- Der Sandener Kindesmordprozeß – Fernsehfilm von Hans Pfeiffer (1972/74)
- Geheimprozeß Grusinius und andere – Fernsehspiel von Hans Pfeiffer (1974)
- Sensationsprozeß Marie Lafarge – Fernsehspiel von Hans Pfeiffer (1975)
- Jungfrau von Orleans – Romantische Tragödie von Friedrich Schiller (1976)
- Clavigo – Fernsehspiel von Johann Wolfgang Goethe (1978)
- Chirurgus Johann Paul Schroth – Eine Geschichte aus den Anfängen der Charite – Fernsehfilm von Hans Pfeiffer (1980)
- Attentat – Animationsfilm, produziert im DEFA-Studio für Trickfilme Dresden (1979)
- Kontraste – Animationsfilm, produziert im DEFA-Studio für Trickfilme Dresden (1982)
- Kafkas Traum – Animationsfilm, produziert im DEFA-Studio für Trickfilme (1989/90)

### Bühnenmusik
- Kinder gehen auf Exkursion – Tanzstudie für Kinderballett (1975)
- Regen – Tanzstudie für Kinderballett (1977)
- Afrikanische Episode – Kammerballett für zwei Klaviere, sechs Schlagzeuger und Kontrabass (1979)

### Vokalmusik
- Psalm 67 – Motette für drei- bis vierst. gem. Chor (1964)
- Zwei geistliche Lieder:
  - Für dein Vertrauen dank ich dir (1977) Text: Erhard Hansche
  - Wenn du heute Jesus glaubst (1982) Text: Lothar Petzold, erschienen im Verlag Evangelische Verlagsanstalt GmbH Berlin 1977/1982
- Es geht eine dunkle Wolk herein – Motette für vierst. gem. Chor (1977)
- Sarmatisches Liederbuch – Vokalzyklus für mittlere Singstimme und Klavier nach Texten von Johannes Bobrowski aus der Gedichtsammlung „Schattenland Ströme“ (1980)
- Dunkle Wolk – Volksliedbearbeitung (3 Strophen) nach Johannes Werlins Liederhandschrift 1646 für dreistimmig gemischten Chor (1981), erschienen in Musik in der Schule, Zeitschrift für Theorie und Praxis des Musikunterrichts, Heft 3 (1992)